# Jean-Baptiste Verchère de Reffye

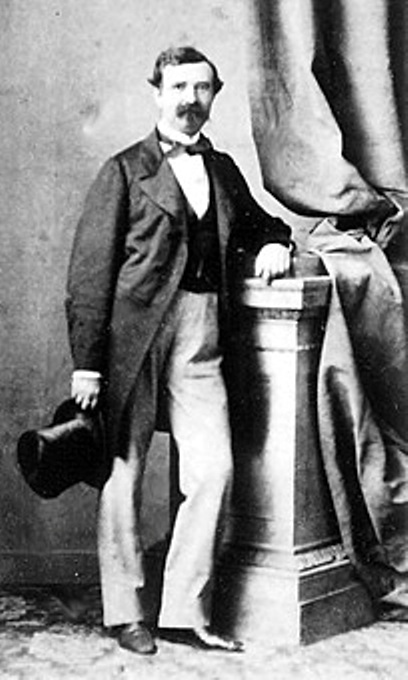
Jean-Baptiste Verchère de Reffye

Jean-Baptiste Auguste Philippe Dieudonné Verchère de Reffye (Straatsburg, 30 juli 1821 – Versailles, 6 december 1880) was een Frans artilleriegeneraal, ordonnans van Napoleon III, directeur van de wapenateliers te Meudon en oprichter van de wapenfabrieken in Tarbes. 

## Biografie
Hij studeerde in 1841 aan de École Polytechnique te Parijs en diende later in verschillende artillerieregimenten voordat hij in 1848 werd opgenomen in de Franse Generale Staf.
In 1866 ontwikkelde hij de Reffye-mitrailleuse, gebaseerd op de Belgische Montigny-mitrailleuse uit 1863. De Reffye-mitrailleuse werd door het Frans leger veelvuldig ingezet tijdens de Frans-Duitse Oorlog. Hij speelde een grote rol in de introductie van het achterladersysteem bij kanonnen in het Franse leger ter opvolging van het Lahittesysteem, een voorladersysteem uit het midden van de 19e eeuw. In 1870 ontwikkelde hij het Reffye-kanon en in 1872 werd hij commandeur in het Legioen van Eer.
Hij overleed in 1880 aan de verwondingen van een ongeval tijdens het paardrijden.